# Browning M2
Browning M2 er et bæltefødet, luftafkølet tungt maskingevær (TMG) i kaliber .50 BMG, fremstillet af den amerikanske fabrikant Browning i slutningen af 1. verdenskrig. Det blev sat i produktion fra 1921. Geværets nuværende form blev udviklet i 1933 og det er fortsat i produktion. Det har været med i adskillige af verdens konflikter startende med 2. verdenskrig. 
Geværet bruges i det danske forsvar under betegnelsen TMG M/2001 (tungt maskingevær model 2001 modificeret model, som gør våbnet mere brugervenligt). Det bruges i alle tre værn. Geværet har en maksimal rækkevidde på 7.500 meter og en effektiv rækkevidde på 1.800 meter.
Maskingeværet blev dog indført i 1950 under navnet TMG M/50 (Tungt Maskingevær model 1950).
TMG M50 og M2001 kan anvende forskellige typer ammunition: Fuldskarp, panserbrydende, panserbrand og sporlys. Panserbrydende ammunition kan gå gennem 22 mm panser, og maskingeværets primære anvendelsesområde er således bekæmpelse af køretøjer, ikke personel.